# Hydroglyphus pseudogeminus
Hydroglyphus pseudogeminus är en skalbaggsart som först beskrevs av Régimbart 1877.  Hydroglyphus pseudogeminus ingår i släktet Hydroglyphus och familjen dykare. Inga underarter finns listade i Catalogue of Life.